# Central Brasileira de Notícias
La Central Brasileira de Notícias (connue sous l'acronyme CBN) est un réseau de radio brésilien, détenu par Grupo Globo. Elle a été créée le 1er octobre de 1991 par le journaliste Roberto Marinho, avec une programmation de nouvelles 24 heures par jour.
Dès sa création, le slogan de CBN est La radio qui diffuse des nouvelles.
Quelques-uns de ses principaux journalistes sont Carlos Alberto Sardenberg, Milton Jung, Roberto Nonato, Tania Morales, Débora Freitas, entre autres. Le réseau emploie plus de 200 journalistes et a comme public-cible de sa programmation les auditeurs brésiliens de haute classe sociale. CBN est la station la plus écoutée dans son segment dans la plupart des villes où elle est implantée.